# The Last Kind Words
The Last Kind Words – trzeci album studyjny amerykańskiej grupy muzycznej DevilDriver wydany 16 czerwca 2007 nakładem Roadrunner Records.

## Lista utworów
1. "Not All Who Wander Are Lost" – 3:32
2. "Clouds Over California" – 4:09
3. "Bound by the Moon" – 4:01
4. "Horn of Betrayal" – 4:24
5. "These Fighting Words" – 3:58
6. "Head on to Heartache (Let Them Rot)" – 4:22
7. "Burning Sermon" – 3:38
8. "Monsters of the Deep" – 4:03
9. "Tirades of Truth" – 5:11
10. "When Summoned" – 3:04
11. "The Axe Shall Fall" – 5:15

Utwory bonusowe na edycji Hot Topic:
12. "Damning the Heavens" – 2:18

## Single
- "Not All Who Wander Are Lost" (2007)
- "Clouds Over California" (2008)

## Teledyski
- Not All Who Wander Are Lost (reż. Nathan Cox)[8]
- Clouds Over California (reż. Nathan Cox)[9]

## Twórcy

### Podstawowy skład
- Bradley „Dez” Fafara – wokal
- Mike Spreitzer – gitara elektryczna
- Jeff Kendrick – gitara elektryczna
- Jon Miller – gitara basowa
- John Boecklin – perkusja, dodatkowa gitara

### Udział innych
- Jason Suecof – producent muzyczny
- Simon Fafara – śpiew dodatkowy w utworze "Tirades of Truth"
- Andy Sneap – miksowanie
- Mark Lewis – inżynier dźwięku

## Inne informacje
- W utworze "Tirades of Truth" gościnnie głosu udzielił wówczas 9-letni syn Deza Fafary, Simon (wersy: "you will live below angels and above beasts")[10].